# Preston Richard
Pour les articles homonymes, voir Preston et Richard.
Ne doit pas être confondu avec Richard Preston.
Preston Richard est une paroisse civile de Cumbria, dans le nord-ouest de l'Angleterre. Elle comprend le village d'Endmoor, et les hameaux de Crooklands, Birkrigg Park, Milton, Low Park et Summerlands.